# Großenkneten
Großenkneten är en kommun och ort i Landkreis Oldenburg i förbundslandet Niedersachsen i Tyskland.